# Симпсоны. Balenciaga
«Симпсоны. Balenciaga» (англ. The Simpsons | Balenciaga) — анимационный короткометражный фильм 2021 года, основанный на мультсериале «Симпсоны». Продюсерский персонал «Симпсонов» сотрудничал с французским/испанским домом моды Balenciaga для производства мультфильма, премьера которого состоялась 2 октября 2021 года во время Недели моды в Париже. 10-минутный фильм режиссёра Дэвида Силвермана пародирует индустрию моды и освещает недавнюю одежду Balenciaga.

## Сюжет
Гомер забывает купить Мардж подарок на день рождения, и, ища идеи, пока она спит с каталогом Balenciaga, пишет им, спрашивая, могут ли они отправить ему свой самый дешевый продукт с логотипом Balenciaga или даже просто тег. Balenciaga отвечает, отправляя ему платье на обложке каталога. В день рождения Мардж она в восторге от платья, но Гомер узнаёт, что оно стоит 19 000 евро. Гомер и Мардж выходят на вечер, и Гомер пытается не допустить пачкания платья, чтобы он мог вернуть его. Мардж возвращает платье с запиской, в которой говорится, что она всегда будет помнить «те 30 минут, когда она чувствовала себя немного особенной».
Демна Гвасалия, креативный директор Balenciaga, получает платье и, прочитав записку Мардж, решает поехать в Спрингфилд, где, обнаружив город «лишённым стиля», говорит горожанам, что он отвезёт их в Париж, чтобы смоделировать одежду Balenciaga во время Недели моды в Париже. В Париже шоу начинается с того, что все моделируют разные наряды. Сначала зрители выражают неодобрение, но меняют свою мелодию после того, как Анна Винтур говорит, что ей нравятся модели. Барт шутит на толпой, которая не обижается и отвечает ему тем же. Лиза не хочет быть моделью, но решает участвовать в качестве «исследования» и наслаждается этим. Дизайнеры изо всех сил пытаются одеть Гомера, прежде чем отправить его на подиум. Мардж моделирует бальное платье с изолом в финале шоу, где её приветствуют. После шоу жители Спрингфилда катаются на лодке по Сене, а Гомер поёт Мардж песню «La Mer». Одежда Гомера загорается от сигареты, и Гвасалия пытается потушить её дорогой бутылкой шампанского. Огонь гасят, прикрывая его простыней Balenciaga.

## Производство
После того, как Демна Гвасалия, давний поклонник «Симпсонов», представил идею создателю сериала Мэтту Грейнингу в апреле 2020 года, короткометражный фильм снимался в тайне почти год. В первоначальном плане сценаристов «Симпсонов» Balenciaga проводила свой показ мод в Спрингфилде, но место было изменено на Париж по настоянию Balenciaga. Вся одежда, показанная в короткометражке, является дизайном Balenciaga, за исключением вымышленного платья, которое Мардж получает в начале. Хотя Гвасалия был активно вовлечён в производство, он отказался себя озвучивать. Анна Винтур одобрила её включение в мультфильм, но отказалась себя озвучивать. Режиссёр Дэвид Силверман сказал, что анимация отчётливого внешнего вида и движения тканей была особенно сложной.

## Премьера
Премьера мультфильма состоялась 2 октября 2021 года на мероприятии Balenciaga «Red Carpet Collection» для их модной линии весной 2022 года в театре «Шатле» во время Недели моды в Париже. Фильм был использован вместо традиционной презентации их одежды на подиуме и получил овации стоя. Balenciaga разместил фильм на своем YouTube-канале в тот же день, где он набрал более пяти миллионов просмотров в первую неделю. Balenciaga также выпустила коллекцию одежды «Симпсонов».